# Чихачёв, Дмитрий Николаевич
Дми́трий Никола́евич Чихачёв (Чихачов) (1876 — ноябрь 1918) — русский общественный деятель и политик, член Государственной думы 3-го и 4-го созывов от Подольской губернии.

## Биография

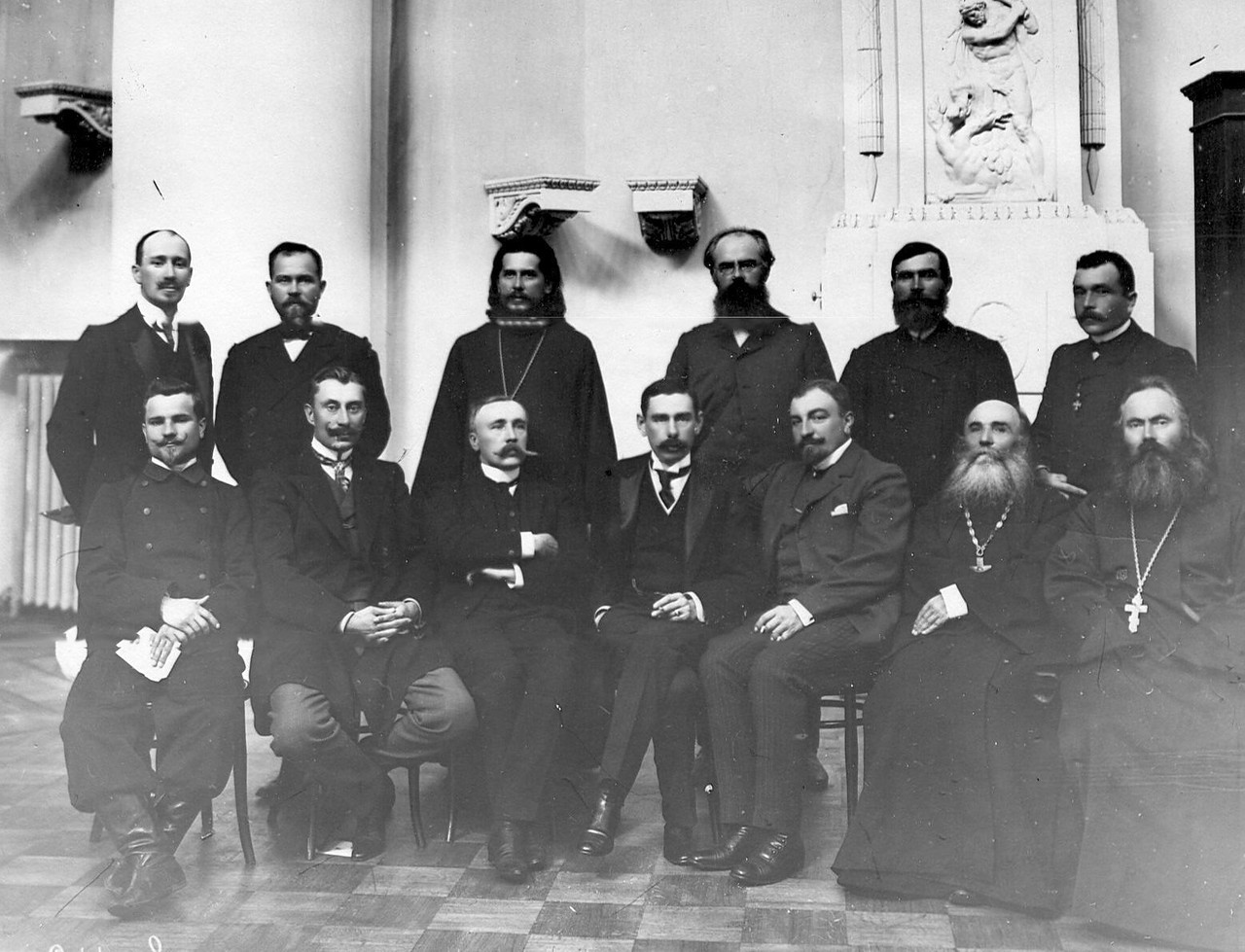
Депутаты Государственной думы Российской империи III созыва, от Подольской губернии. Сидят: Андрийчук Г. А., Потоцкий А. А., Червинский Г. Е., Балашёв П. Н., Гижицкий А. С., Маньковский Г. Т., Сендерко М. И.; стоят: Чихачёв Д. Н., Пахальчак В. К., Подольский В. И., Балаклеев И. И., Николенко П. Е., Галущак С. О.

Православный. Из старинного рода потомственных дворян. Землевладелец Псковской и Подольской губерний.
Сын адмирала Николая Матвеевича Чихачева и баронессы Евгении Фёдоровны Корф.
Окончил Александровский лицей IX классом, с золотой медалью (1897). Военную службу проходил в 17-м Донском казачьем полку, в 1898 году вышел в отставку в чине прапорщика.
По выходе в отставку занялся общественной деятельностью: состоял Могилёв-Подольским уездным предводителем дворянства (1899—1906), почетным мировым судьей по Могилёв-Подольскому уезду. В течение нескольких лет организовывал приюты-ясли для крестьянских детей в Могилев-Подольском уезде. Кроме того, устроил сельскую ремесленную учебную мастерскую в Мурованых Куриловцах и состоял её почётным попечителем. В 1906 году был избран председателем Подольского сельскохозяйственного общества, от какового звания отказался после избрания в Думу. Дослужился до чина коллежского советника. В 1911 году был удостоен придворного звания «в должности шталмейстера». Был действительным членом Киевского клуба русских националистов.
В 1907 году был избран членом III Государственной думы от Подольской губернии. Входил во фракцию умеренно-правых, с 3-й сессии — в русскую национальную фракцию. Был секретарём Совета национальной фракции. Состоял членом комиссий: по местному самоуправлению, по народному образованию, по переселенческому делу, по направлению законодательных предположений, сельскохозяйственной, бюджетной. Был докладчиком по законопроекту о выделении Холмской губернии из состава Царства Польского.
28 апреля 1909 г. выступил в Государственной думе с докладом «Восстановление Камчатской области», в котором дал подробные геополитические обоснования этого проекта.
Чихачёв высказывался за сохранение церковно-приходской системы начального образования и укрепление материального благосостояния сельских учителей. Предлагал запретить «неблагонадежным элементам» заниматься педагогической деятельностью. Выступил за постепенное введение всеобщего образования. Поддерживал политический курс Столыпина, в том числе по национальному вопросу.
В 1911 году был избран председателем вновь учреждённого Западно-Русского общества, защищавшего интересы православного русского населения Западного края и Царства Польского. Участвовал в издании сборника «Ладо», искавшего почву для сближения русских националистов с «веховским» крылом либералов.
В 1912 году был переизбран членом Государственной думы от Подольской губернии. Входил во фракцию русских националистов и умеренно-правых (состоял секретарём Совета фракции), после её раскола в августе 1915 года — в группу сторонников П. Н. Балашова. Вместе с Балашовым пытался объединить консервативные фракции ГД в противовес Прогрессивному блоку. Состоял товарищем председателя комиссии о преобразовании полиции в империи, докладчиком комиссии по направлению законодательных предположений, а также членом комиссий: по народному образованию, по направлению законодательных предположений, по местному самоуправлению, о народном здравии, по военным и морским делам. Входил в Совет старейшин ГД. В апреле—июне 1916 года был членом парламентской делегации под председательством А. Д. Протопопова, посетившей ряд европейских стран.
С началом Первой мировой войны добровольно поступил в распоряжение главнокомандующего Юго-Западным фронтом, был причислен к канцелярии Галицийского генерал-губернатора графа Г. А. Бобринского. В занятом крае стремился проводить русификаторскую политику. Входил в Особое совещание для обсуждения и объединения мероприятий по обороне государства.
После Февральской революции выполнял поручения Временного комитета Государственной думы. 14 марта был командирован в совещание при Главном комитете по делам о расчётах за реквизированное или уничтоженное по распоряжению властей имущество. Во время борьбы Временного правительства против «Корниловщины» был арестован в Киеве Особым комитетом охраны революции.
После Октябрьской революции участвовал в организации Добровольческой армии. Служил офицером в казачьей части, погиб в одном из первых боёв.
Жена (с 26 апреля 1902 года) — графиня Софья Владимировна Остен-Сакен (06.04.1877; Ольгополь — 03.02.1944), фрейлина двора, дочь камергера графа Владимира Дмириевича Остен-Сакена от брака с княжной Александрой Дмитриевной Урусовой; по отцу внучка Д. Е. Остен-Сакена; по матери — племянница князя Л. Д. Урусова. Венчалась в Петербурге в церкви Святого Спиридона Тримифунтского. Скончалась в Париже, похоронена на кладбище Сент-Женевьев-де-Буа. В браке имела сына — Николая.

## Сочинения
- О низшем сельскохозяйственном и ремесленном образовании в Подольской губернии. — Одесса, 1907.
- Приюты-ясли в Могилев-Подольском уезде в 1901—1906 годах. — Одесса, 1907.
- Восстановление Камчатской области (думский доклад). — Санкт-Петербург, 1909.
- К образованию Холмской губернии. — Санкт-Петербург, 1912.
- Вопрос о располячении костёла. — Санкт-Петербург, 1913.
- Современная Румыния: Путевые заметки. — Санкт-Петербург, 1914.
- Политическая программа П. А. Столыпина. — Санкт-Петербург, 1914.
- К вопросу о будущем устройстве Польши. — Петроград, 1917.